# Salah Ragab
Salah Eldin Ahmed Ragab (arabisch صلاح الدين أحمد رجب, DMG Ṣalāḥ ad-Dīn Aḥmad Raǧab; * 1935; † 3. Juli 2008 in Kairo) war ein ägyptischer Militärmusiker (Schlagzeuger, Pianist), der den Anstoß zur Verbreitung des Modern Jazz in seinem Heimatland gab.

## Leben und Wirken
Salah Ragab leitete seit den 1960er Jahren im Rang eines Majors die Militärmusik Ägyptens. Als Jazzfan gründete er 1968 mit Militärmusikern ein spezielles Orchester, dessen Musiker mit Unterstützung durch den aus dem Orchester Gustav Brom stammenden Bassisten Edu Vizvari Jazz spielen lernten; diese Cairo Jazz Band trat ab 1969 auch öffentlich auf. Unter seiner Leitung spielte sie zunächst Arrangements von Count Basie, Buck Clayton, Joki Freund, Bernd Rabe, Peter Herbolzheimer, Wolfgang Dauner und Albert Mangelsdorff, erkundete aber bald auch den Bereich des freien Jazz und spielte seine eigenen Kompositionen ein. Unter anderem konzertierte diese Band 1971 mit dem Arkestra von Sun Ra; ein Teilensemble trat im gleichen Jahr mit den Modern Jazz Quintett Karlsruhe (Herbert Joos, Wilfried Eichhorn, Helmut Zimmer, Claus Buehler, Rudolf Theilmann) auf. Ragab spielte auch mit Embryo und Abdullah Ibrahim (Embryos Reise). 1983 nahm bei einem späteren Ägypten-Aufenthalt das Sun Ra Arkestra zwei seiner Kompositionen auf (The Sun Ra Arkestra Meets Salah Ragab in Egypt), 1984 eine weitere. Mit Sun Ras Arkestra trat er als Congaspieler 1984 auch in Griechenland auf (Live at Praxis ’84).

## Diskographische Hinweis
- Salah Ragab & The Cairo Jazz Band – Egyptian Jazz 1968-1973 (2006)